# Apex (tournoi)

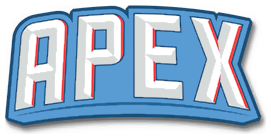
Logo de l'Apex

Pour les articles homonymes, voir Apex.
L'Apex est un tournoi annuel d'esport organisé depuis 2009 dans plusieurs villes du New Jersey, aux États-Unis.
Il est principalement reconnu pour être un tournoi majeur des jeux vidéo de la série Super Smash Bros. mais d'autres jeux y furent ajoutés en fonction des éditions.
À partir de 2016, le tournoi n'a plus été organisé, l'Apex 2020 ayant été annulé en raison de la pandémie de Covid-19. Néanmoins, en novembre 2022, une nouvelle édition a pu être organisée et le tournoi devrait à nouveau être organisé annuellement.

## Histoire
La première édition de l'Apex est organisée en 2009 par Johnathan Lugo, connu sous le pseudonyme Alex Strife. C'est un tournoi de Super Smash Bros. Melee et Brawl, avec des tournois secondaires d'autres jeux, incluant Street Fighter, Marvel vs. Capcom et Tekken. En 2010, un tournoi de Super Smash Bros. sur Nintendo 64 est ajouté. En 2014, la version modifiée par les fans de Brawl, Project M, est ajoutée, mais elle n'y reste qu'un an à cause de problèmes de copyright avec Nintendo.
Le tournoi gagne des joueurs supplémentaires chaque année : en 2014, avec 629 joueurs pour Melee, il atteint la Classement de deuxième plus gros tournoi de l'époque, derrière l'EVO 2013. Le tournoi est à l'origine dédié à Brawl, mais se concentre ensuite sur Melee, qui attire plus de participants. 
En 2015, l'Apex est sponsorisé par Nintendo et devient le plus gros tournoi de Super Smash Bros. de l'histoire,, avant d'être dépassé par l'EVO 2015. L'Apex a été surnommé "le Super Bowl de Super Smash Bros." par le journaliste Ben Lindbergh. En 2016, l'Apex perd le statut de tournoi majeur et disparait du calendrier l'année suivante.
Début 2020, après 4 ans d'absence et un changement de direction, l'Apex est de nouveau programmé sur le calendrier compétitif pour la fin de l'année en tant qu'événement majeur. Cependant, en raison de la pandémie de Covid-19, le tournoi est annulé.

### Apex 2009
L'Apex 2009 est organisé au Clarion Hotel Palmer Inn à Princeton, dans le New Jersey. Trois jeux de la série Super Smash Bros. (à savoir Melee, Brawl, ainsi que le mod Brawl+ créé par la communauté) y sont représentés.
Le tournoi est remporté par :
- Jesus "Jman" Fernandez pour Super Smash Bros. Melee ;
- Elliot "Ally" Carroza-Oyarce pour Super Smash Bros. Brawl ;
- Daniel "ChuDat" Rodriguez pour Brawl+.

| Super Smash Bros. Melee Singles (52 joueurs) | Super Smash Bros. Melee Singles (52 joueurs) | Super Smash Bros. Melee Singles (52 joueurs) | Super Smash Bros. Melee Singles (52 joueurs) |
| Classement                                   | Joueur                                       | Pseudonyme                                   | Personnage(s)                                |
| -------------------------------------------- | -------------------------------------------- | -------------------------------------------- | -------------------------------------------- |
| 1er                                          | Jesus Fernandez                              | Jman                                         | Fox                                          |
| 2e                                           | Jason Zimmerman                              | Mew2King                                     | Marth, Sheik, Fox                            |
| 3e                                           | Daniel Rodriguez                             | ChuDat                                       | Ice Climbers                                 |
| 4ème                                         | Aziz Al-Yami                                 | Hax                                          | Captain Falcon                               |
| 5ème                                         | Roustane Benzeguir                           | Kage                                         | Ganondorf                                    |
| 5ème                                         | Charles Meighen                              | Cactuar                                      | Fox                                          |
| 7ème                                         | Bobby Scarnewman                             | Scar                                         | Captain Falcon                               |
| 7ème                                         | Drapeau des États-Unis                       | Hazz                                         | Fox                                          |

| Super Smash Bros. Brawl Singles (210 joueurs) | Super Smash Bros. Brawl Singles (210 joueurs) | Super Smash Bros. Brawl Singles (210 joueurs) | Super Smash Bros. Brawl Singles (210 joueurs) |
| Classement                                    | Joueur                                        | Pseudonyme                                    | Personnage(s)                                 |
| --------------------------------------------- | --------------------------------------------- | --------------------------------------------- | --------------------------------------------- |
| 1st                                           | Elliot Carroza-Oyarce                         | Ally                                          | Snake                                         |
| 2nd                                           | Jason Zimmerman                               | Mew2King                                      | Meta Knight                                   |
| 3rd                                           | Drapeau des États-Unis                        | lain                                          | Ice Climbers                                  |
| 4th                                           | Jason Bates                                   | Anti                                          | Meta Knight                                   |
| 5th                                           | Trevor Hirschen                               | Atomsk                                        | Roi Dadidou                                   |
| 5th                                           | Kelvin Quezada                                | Ksizzle                                       | Meta Knight                                   |
| 7th                                           | Wyatt Beekman                                 | ADHD                                          | Diddy Kong                                    |
| 7th                                           | Antoine Sledge                                | Anther                                        | Pikachu                                       |

### 2010
L'Apex 2010 est organisé à New Brunswick, New Jersey, à l'université Rutgers de New Brunswick. Oy retrouve Melee, Brawl, Super Smash Bros. 64, et les deux versions alternatives de Brawl, Brawl+ et Brawl-.
| Super Smash Bros. Melee Singles (220 participants) | Super Smash Bros. Melee Singles (220 participants) | Super Smash Bros. Melee Singles (220 participants) | Super Smash Bros. Melee Singles (220 participants) |
| Classement                                         | Joueur                                             | Pseudonyme                                         | Personnage(s)                                      |
| -------------------------------------------------- | -------------------------------------------------- | -------------------------------------------------- | -------------------------------------------------- |
| 1st                                                | Juan Debiedma                                      | Hungrybox                                          | Rondoudou                                          |
| 2nd                                                | Adam Lindgren                                      | Armada                                             | Peach                                              |
| 3rd                                                | Jason Zimmerman                                    | Mew2King                                           | Sheik, Marth, Fox                                  |
| 4th                                                | Kevin Nanney                                       | Dr. PeePee                                         | Falco                                              |
| 5th                                                | Jeffrey Williamson                                 | Axe                                                | Pikachu                                            |
| 5th                                                | Robert Wright                                      | Wobbles                                            | Ice Climbers                                       |
| 7th                                                | Jesus Fernandez                                    | Jman                                               | Fox                                                |
| 7th                                                | Julian Zhu                                         | Zhu                                                | Falco                                              |

| Super Smash Bros. Brawl Singles (269 participants) | Super Smash Bros. Brawl Singles (269 participants) | Super Smash Bros. Brawl Singles (269 participants) | Super Smash Bros. Brawl Singles (269 participants) |
| Classement                                         | Joueur                                             | Pseudonyme                                         | Personnage(s)                                      |
| -------------------------------------------------- | -------------------------------------------------- | -------------------------------------------------- | -------------------------------------------------- |
| 1st                                                | Larry Holland                                      | DEHF                                               | Falco                                              |
| 2nd                                                | Drapeau du Japon                                   | Brood                                              | Olimar                                             |
| 3rd                                                | Jason Zimmerman                                    | Mew2King                                           | Meta Knight                                        |
| 4th                                                | Lee Martin                                         | Lee Martin                                         | Lucario, Meta Knight                               |
| 5th                                                | Elliot Carroza-Oyarce                              | Ally                                               | Snake                                              |
| 5th                                                | Drapeau des États-Unis                             | lain                                               | Ice Climbers                                       |
| 7th                                                | Tetsuhisa Kosaka                                   | RAIN                                               | Falco, Meta Knight                                 |
| 7th                                                | Trevor Hirschen                                    | Atomsk                                             | Roi Dadidou, Ice Climbers, Wario                   |

| Super Smash Bros. Singles (22 participants) | Super Smash Bros. Singles (22 participants) | Super Smash Bros. Singles (22 participants) | Super Smash Bros. Singles (22 participants) |
| Classement                                  | Joueur                                      | Pseudonyme                                  | Personnage(s)                               |
| ------------------------------------------- | ------------------------------------------- | ------------------------------------------- | ------------------------------------------- |
| 1st                                         | Will Engel                                  | Sensei                                      | Fox                                         |
| 2nd                                         | Michael Brancato                            | Nintendude                                  | Captain Falcon                              |
| 3rd                                         | Joe Franks                                  | m3gav01t                                    | Captain Falcon                              |
| 4th                                         | Jerry Liu                                   | valoem                                      | Pikachu                                     |

### 2012
Un an après l'édition précédente, l'Apex 2012 revient au même emplacement qu'en 2011, avec les mêmes jeux. L'organisation du tournoi cause de nombreuses critiques en raison du manque de matériel côté Brawl, entraînant un retard du tournoi et l'annulation du tournoi "crews" (équipes régionales).
| Super Smash Bros. Melee Singles (318 participants) | Super Smash Bros. Melee Singles (318 participants) | Super Smash Bros. Melee Singles (318 participants) | Super Smash Bros. Melee Singles (318 participants) |
| Classement                                         | Joueur                                             | Pseudonyme                                         | Personnage(s)                                      |
| -------------------------------------------------- | -------------------------------------------------- | -------------------------------------------------- | -------------------------------------------------- |
| 1st                                                | Adam Lindgren                                      | Armada                                             | Peach, Link Enfant                                 |
| 2nd                                                | Juan Debiedma                                      | Hungrybox                                          | Rondoudou                                          |
| 3rd                                                | Joseph Marquez                                     | Mango                                              | Falco, Fox                                         |
| 4th                                                | Javier Ruiz                                        | Javi                                               | Fox                                                |
| 5th                                                | Kevin Nanney                                       | Dr. PeePee                                         | Falco                                              |
| 5th                                                | David MacDonald                                    | KirbyKaze                                          | Sheik                                              |
| 7th                                                | Aziz Al-Yami                                       | Hax                                                | Captain Falcon                                     |
| 7th                                                | DaJuan McDaniel                                    | Shroomed                                           | Dr. Mario                                          |

| Super Smash Bros. Brawl Singles (400 participants) | Super Smash Bros. Brawl Singles (400 participants) | Super Smash Bros. Brawl Singles (400 participants) | Super Smash Bros. Brawl Singles (400 participants) |
| Classement                                         | Joueur                                             | Pseudonyme                                         | Personnage(s)                                      |
| -------------------------------------------------- | -------------------------------------------------- | -------------------------------------------------- | -------------------------------------------------- |
| 1st                                                | Ishikawa Kenta                                     | Otori                                              | Meta Knight                                        |
| 2nd                                                | Yuta Uejima                                        | Nietono                                            | Olimar                                             |
| 3rd                                                | Nairoby Quezada                                    | Nairo                                              | Meta Knight                                        |
| 4th                                                | Eric Lew                                           | ESAM                                               | Ice Climbers, Pikachu                              |
| 5th                                                | Elliot Carroza-Oyarce                              | Ally                                               | Snake                                              |
| 5th                                                | Ishikawa Shota                                     | Kakera                                             | Meta Knight                                        |
| 7th                                                | Timothy Campos                                     | UltimateRazer                                      | Snake                                              |
| 7th                                                | Wyatt Beekman                                      | ADHD                                               | Diddy Kong                                         |

| Super Smash Bros. Singles (64 participants) | Super Smash Bros. Singles (64 participants) | Super Smash Bros. Singles (64 participants) | Super Smash Bros. Singles (64 participants) |
| Classement                                  | Joueur                                      | Pseudonyme                                  | Personnage(s)                               |
| ------------------------------------------- | ------------------------------------------- | ------------------------------------------- | ------------------------------------------- |
| 1st                                         | Daniel Hoyt                                 | SuPeRbOoMfAn                                | Fox, Captain Falcon                         |
| 2nd                                         | Isai Alvarado                               | Isai                                        | Link                                        |
| 3rd                                         | Jaime Rodriguez                             | JaimeHR                                     | Captain Falcon, Fox, Samus                  |
| 4th                                         | Drapeau des États-Unis                      | Kefit                                       | Pikachu                                     |
| 5th                                         | Michael Brancato                            | Nintendude                                  | Pikachu, Mario                              |
| 5th                                         | Will Engel                                  | Sensei                                      | Pikachu, Fox                                |
| 7th                                         | Joe Franks                                  | m3gav01t                                    | Captain Falcon                              |
| 7th                                         | Julius Vissing                              | King Funk                                   | Captain Falcon                              |

### 2013
| Super Smash Bros. Melee Singles (336 participants) | Super Smash Bros. Melee Singles (336 participants) | Super Smash Bros. Melee Singles (336 participants) | Super Smash Bros. Melee Singles (336 participants) |
| Classement                                         | Joueur                                             | Pseudonyme                                         | Personnage(s)                                      |
| -------------------------------------------------- | -------------------------------------------------- | -------------------------------------------------- | -------------------------------------------------- |
| 1st                                                | Adam Lindgren                                      | Armada                                             | Peach, Link enfant                                 |
| 2nd                                                | Kevin Nanney                                       | Dr. PeePee                                         | Falco, Marth                                       |
| 3rd                                                | Jason Zimmerman                                    | CT.EMP\|Mew2King                                   | Marth, Sheik                                       |
| 4th                                                | Joseph Marquez                                     | Mango                                              | Fox, Falco                                         |
| 5th                                                | Juan Debiedma                                      | Hungrybox                                          | Rondoudou                                          |
| 5th                                                | DaJuan McDaniel                                    | Shroomed                                           | Dr. Mario                                          |
| 7th                                                | Aziz Al-Yami                                       | Hax                                                | Captain Falcon                                     |
| 7th                                                | David MacDonald                                    | KirbyKaze                                          | Sheik                                              |

| Super Smash Bros. Brawl Singles (338 participants) | Super Smash Bros. Brawl Singles (338 participants) | Super Smash Bros. Brawl Singles (338 participants) | Super Smash Bros. Brawl Singles (338 participants) |
| Classement                                         | Joueur                                             | Pseudonyme                                         | Personnage(s)                                      |
| -------------------------------------------------- | -------------------------------------------------- | -------------------------------------------------- | -------------------------------------------------- |
| 1st                                                | Saleem Young                                       | Salem                                              | Zero Suit Samus                                    |
| 2nd                                                | Jason Zimmerman                                    | CT.EMP\|Mew2King                                   | Meta Knight                                        |
| 3rd                                                | Ishikawa Kenta                                     | Otori                                              | Meta Knight                                        |
| 4th                                                | Nairoby Quezada                                    | Nairo                                              | Meta Knight                                        |
| 5th                                                | Jason Bates                                        | Anti                                               | Meta Knight                                        |
| 5th                                                | Drapeau du Japon                                   | Mikeneko                                           | Marth                                              |
| 7th                                                | Samuel Buzby                                       | Dabuz                                              | Olimar                                             |
| 7th                                                | Ramin Delshad                                      | Mr. R                                              | Marth                                              |

| Super Smash Bros. Singles (96 participants) | Super Smash Bros. Singles (96 participants) | Super Smash Bros. Singles (96 participants) | Super Smash Bros. Singles (96 participants) |
| Classement                                  | Joueur                                      | Pseudonyme                                  | Personnage(s)                               |
| ------------------------------------------- | ------------------------------------------- | ------------------------------------------- | ------------------------------------------- |
| 1st                                         | Drapeau du Japon                            | Kikoushi                                    | Kirby                                       |
| 2nd                                         | Isai Alvarado                               | Isai                                        | Mario                                       |
| 3rd                                         | Daniel Hoyt                                 | SuPeRbOoMfAn                                | Captain Falcon, Fox, Pikachu                |
| 4th                                         | Drapeau du Japon                            | Ruoka Dancho                                | Captain Falcon, Luigi                       |
| 5th                                         | Jaime Rodriguez                             | JaimeHR                                     | Captain Falcon, Fox                         |
| 6th                                         | Drapeau des États-Unis                      | Sensei                                      | Pikachu, Fox, Captain Falcon                |
| 7th                                         | Drapeau des États-Unis                      | Kefit                                       | Pikachu                                     |
| 8th                                         | Drapeau des États-Unis                      | Nongoku                                     | Ness                                        |

### 2014
L'Apex 2014 a des tournois de Melee, Project M, Brawl, and 64.
| Super Smash Bros. Melee Singles (629 participants) | Super Smash Bros. Melee Singles (629 participants) | Super Smash Bros. Melee Singles (629 participants) | Super Smash Bros. Melee Singles (629 participants) | Super Smash Bros. Melee Singles (629 participants) |
| Classement                                         | Joueur                                             | Équipe                                             | Pseudonyme                                         | Personnage(s)                                      |
| -------------------------------------------------- | -------------------------------------------------- | -------------------------------------------------- | -------------------------------------------------- | -------------------------------------------------- |
| 1st                                                | Kevin Nanney                                       | VGBootCamp                                         | Dr. PeePee (PPMD)                                  | Falco, Marth                                       |
| 2nd                                                | Jason Zimmerman                                    | CLASH Tournaments / EMPIRE Arcadia                 | Mew2King                                           | Sheik, Marth, Fox                                  |
| 3rd                                                | Joseph Marquez                                     | Melee It On Me                                     | Mang0                                              | Falco, Fox                                         |
| 4th                                                | William Hjelte                                     |                                                    | Leffen                                             | Fox                                                |
| 5th                                                | Juan Debiedma                                      | CLASH Tournaments                                  | Hungrybox                                          | Rondoudou                                          |
| 5th                                                | Colin Green                                        |                                                    | Colbol                                             | Fox                                                |
| 7th                                                | Joshua Davis                                       |                                                    | SS\|S0ft                                           | Rondoudou                                          |
| 7th                                                | Shephard Lima                                      |                                                    | Fiction                                            | Fox                                                |

| Super Smash Bros. Brawl Singles (370 participants) | Super Smash Bros. Brawl Singles (370 participants) | Super Smash Bros. Brawl Singles (370 participants) | Super Smash Bros. Brawl Singles (370 participants) |
| Classement                                         | Joueur                                             | Pseudonyme                                         | Personnage(s)                                      |
| -------------------------------------------------- | -------------------------------------------------- | -------------------------------------------------- | -------------------------------------------------- |
| 1st                                                | Nairoby Quezada                                    | Nairo                                              | Meta Knight                                        |
| 2nd                                                | Gonzalo Barrios                                    | CT\|ZeRo                                           | Meta Knight                                        |
| 3rd                                                | Eric Lew                                           | ESAM                                               | Pikachu, Ice Climbers                              |
| 4th                                                | Jason Zimmerman                                    | CT.EMP\|Mew2King                                   | Meta Knight                                        |
| 5th                                                | Elliot Carroza-Oyarce                              | Ally                                               | Meta Knight, Snake                                 |
| 5th                                                | Wyatt Beekman                                      | ADHD                                               | Diddy Kong                                         |
| 7th                                                | Eric Legesse                                       | Tyrant                                             | Meta Knight                                        |
| 7th                                                | Vincent Cannino                                    | Vinnie                                             | Ice Climbers                                       |

| Project M Singles (382 participants) | Project M Singles (382 participants) | Project M Singles (382 participants) | Project M Singles (382 participants) |
| Classement                           | Joueur                               | Pseudonyme                           | Personnage(s)                        |
| ------------------------------------ | ------------------------------------ | ------------------------------------ | ------------------------------------ |
| 1st                                  | Adam Lindgren                        | CT.EMP\|Armada                       | Pit                                  |
| 2nd                                  | Jason Zimmerman                      | CT.EMP\|Mew2King                     | Fox, Marth, Mewtwo                   |
| 3rd                                  | Larry Holland                        | DEHF                                 | Falco, Fox                           |
| 4th                                  | Brandon Nunnenkamp                   | Rolex                                | Snake                                |
| 5th                                  | Jeremy Westfahl                      | Fly Amanita                          | Roi Dadidou                          |
| 5th                                  | Alexander Maguire                    | Sethlon                              | Roy                                  |
| 7th                                  | Elliot Carroza-Oyarce                | Ally                                 | Ike                                  |
| 7th                                  | Rob Dickson                          | Oracle                               | R.O.B.                               |

| Super Smash Bros. Singles (157 participants) | Super Smash Bros. Singles (157 participants) | Super Smash Bros. Singles (157 participants) | Super Smash Bros. Singles (157 participants) |
| Classement                                   | Joueur                                       | Pseudonyme                                   | Personnage(s)                                |
| -------------------------------------------- | -------------------------------------------- | -------------------------------------------- | -------------------------------------------- |
| 1st                                          | Isai Alvarado                                | CT\|Isai                                     | Rondoudou                                    |
| 2nd                                          | Drapeau du Japon                             | Moyashi                                      | Pikachu, Kirby                               |
| 3rd                                          | Daniel Hoyt                                  | SuPeRbOoMfAn                                 | Captain Falcon, Fox, Pikachu, Kirby          |
| 4th                                          | Arturo Hernández                             | Mariguas                                     | Captain Falcon, Pikachu                      |
| 5th                                          | Eduardo Tovar                                | tacos                                        | Captain Falcon, Yoshi, Kirby                 |
| 5th                                          | Justin Hallett                               | CT\|Wizzrobe                                 | Yoshi                                        |
| 7th                                          | Drapeau du Japon                             | Ruoka Dancho                                 | Kirby, Captain Falcon                        |
| 7th                                          | Jaime Rodriguez                              | JaimeHR                                      | Fox, Captain Falcon, Samus                   |

### 2015
L'Apex 2015 est organisé du 30 janvier au 1er février 2015 et inclut Super Smash Bros. Melee, Super Smash Bros. for Wii U, Super Smash Bros. Brawl, Super Smash Bros. 64, Pokémon Rubis Oméga et Saphir Alpha, Ultra Street Fighter IV, Guilty Gear Xrd, Ultimate Marvel vs. Capcom 3, Killer Instinct. 
Il doti être organisé au Clarion Hotel Empire Meadowlands à Secaucus, dans le New Jersey, et est le premier tournoi de Melee de l'histoire avec plus de 1000 joueurs.
Le tournoi est sponsorisé par Nintendo et on y trouve une démonstration jouable de Splatoon. L'Apex retire son tournoi de Project M. Lugo affirme avoir reçu des menaces de mort pour l'abandon du jeu Project M,.
Quelques jours avant le tournoi, le fondateur et organisateur principal du tournoi, "Alex Strife" (Johnathan Lugo), est accusé de harcèlement sexuel par plusieurs joueuses de la communauté Super Smash Bros. Il quitte l'équipe, mais le tournoi est organisé normalement,.
Le matin du 30 janvier, l'alarme incendie est déclenchée par erreur. Les pompiers découvrent que des sections de l'hôtel ne respectent pas les mesures de sécurité anti-incendie, et interdisent l'accès à plusieurs salles du tournoi. Le tournoi est décalé d'un jour et déplacé à 40 kilomètres de son lieu initial, à Somerset, dans le New Jersey.
| Super Smash Bros. Melee Singles (1,037 participants) | Super Smash Bros. Melee Singles (1,037 participants) | Super Smash Bros. Melee Singles (1,037 participants) | Super Smash Bros. Melee Singles (1,037 participants) | Super Smash Bros. Melee Singles (1,037 participants) |
| Classement                                           | Joueur                                               | Équipe                                               | Pseudonyme                                           | Personnage(s)                                        |
| ---------------------------------------------------- | ---------------------------------------------------- | ---------------------------------------------------- | ---------------------------------------------------- | ---------------------------------------------------- |
| 1st                                                  | Kevin Nanney                                         | Evil Geniuses                                        | PPMD                                                 | Falco, Marth                                         |
| 2nd                                                  | Adam Lindgren                                        | Alliance                                             | Armada                                               | Peach, Fox                                           |
| 3rd                                                  | William Hjelte                                       |                                                      | Leffen                                               | Fox                                                  |
| 4th                                                  | Joseph Marquez                                       | Cloud9                                               | Mango                                                | Fox, Falco                                           |
| 5th                                                  | Masaya Chikamoto                                     | VGBootCamp                                           | aMSa                                                 | Yoshi                                                |
| 5th                                                  | Juan Debiedma                                        | Liquid                                               | Hungrybox                                            | Jigglypuff                                           |
| 7th                                                  | David MacDonald                                      | Even Matchup Gaming                                  | KirbyKaze                                            | Sheik                                                |
| 7th                                                  | DaJuan McDaniel                                      |                                                      | Shroomed                                             | Sheik                                                |

| Super Smash Bros. for Wii U Singles (837 participants) | Super Smash Bros. for Wii U Singles (837 participants) | Super Smash Bros. for Wii U Singles (837 participants) | Super Smash Bros. for Wii U Singles (837 participants) |
| Classement                                             | Joueur                                                 | Pseudonyme                                             | Personnage(s)                                          |
| ------------------------------------------------------ | ------------------------------------------------------ | ------------------------------------------------------ | ------------------------------------------------------ |
| 1st                                                    | Gonzalo Barrios                                        | ZeRo                                                   | Diddy Kong                                             |
| 2nd                                                    | Samuel Buzby                                           | PL.XFIRE\|Dabuz                                        | Olimar, Rosalina et Luma                               |
| 3rd                                                    | Ramin Delshad                                          | LLL\|Mr. R                                             | Sheik                                                  |
| 4th                                                    | Wesley Alexander                                       | 6WX                                                    | Sonic                                                  |
| 5th                                                    | Yuta Uejima                                            | DtN\|Nietono                                           | Sheik                                                  |
| 5th                                                    | Jason Zimmerman                                        | PL.MVG\|Mew2King                                       | Diddy Kong                                             |
| 7th                                                    | Yuta Kawamura                                          | Abadango                                               | Pac-Man                                                |
| 7th                                                    | Jestise Negron                                         | AO.CT\|MVD                                             | Duck Hunt, Little Mac                                  |

| Super Smash Bros. Singles (188 participants) | Super Smash Bros. Singles (188 participants) | Super Smash Bros. Singles (188 participants) | Super Smash Bros. Singles (188 participants) |
| Classement                                   | Joueur                                       | Pseudonyme                                   | Personnage(s)                                |
| -------------------------------------------- | -------------------------------------------- | -------------------------------------------- | -------------------------------------------- |
| 1st                                          | Daniel Hoyt                                  | TEG\|SuPeRbOoMfAn                            | Captain Falcon, Pikachu                      |
| 2nd                                          | Eduardo Tovar                                | tacos                                        | Toshi, Kirby, Captain Falcon, Rondoudou      |
| 3rd                                          | Justin Hallett                               | COG\|Wizzrobe                                | Yoshi                                        |
| 4th                                          | Arturo Hernández                             | Mariguas                                     | Pikachu, Kirby, Captain Falcon               |
| 5th                                          | Abacus Zilch                                 | TR3G\|LD                                     | Fox                                          |
| 5th                                          | Joey Speziale                                | KeroKeroppi                                  | Kirby, Pikachu                               |
| 7th                                          | Yoshua Castillo                              | SF\|Dext3r                                   | Pikachu                                      |
| 7th                                          | Javier Romero                                | Fireblaster                                  | Yoshi, Mario                                 |

| Super Smash Bros. Brawl Singles (176 participants) | Super Smash Bros. Brawl Singles (176 participants) | Super Smash Bros. Brawl Singles (176 participants) | Super Smash Bros. Brawl Singles (176 participants) |
| Classement                                         | Joueur                                             | Pseudonyme                                         | Personnage(s)                                      |
| -------------------------------------------------- | -------------------------------------------------- | -------------------------------------------------- | -------------------------------------------------- |
| 1st                                                | Elliot Carroza-Oyarce                              | Boreal\|Ally                                       | Snake                                              |
| 2nd                                                | Nairoby Quezada                                    | Nairo                                              | Meta Knight                                        |
| 3rd                                                | Jestise Negron                                     | AO.CT\|MVD                                         | Snake                                              |
| 4th                                                | Saleem Young                                       | CT\|Salem                                          | Zero Suit Samus                                    |
| 5th                                                | Vishal Balaram                                     | V115                                               | Zero Suit Samus                                    |
| 5th                                                | Vincent Cannino                                    | PL.XFIRE\|Vinnie                                   | Ice Climbers                                       |
| 7th                                                | Ufuk Fidan                                         | cyve                                               | Diddy Kong                                         |
| 7th                                                | Takeshi Shimizu                                    | Shimitake                                          | Pikachu                                            |

### 2016
Après les différents problèmes rencontrés par l'édition de 2015, l'Apex est menacé d'annulation. Andre "Bufuteki" Augustin annonce qu'il prendra la direction de l'événement. L'Apex 2016 a lieu du 17 au 19 juin 2016, mais rassemble beaucoup moins de joueurs que les éditions précédentes et voit même l'annulation de Brawl par manque de participants.
| Super Smash Bros. for Wii U (309 participants) | Super Smash Bros. for Wii U (309 participants) | Super Smash Bros. for Wii U (309 participants) | Super Smash Bros. for Wii U (309 participants) |
| Classement                                     | Joueur                                         | Pseudonyme                                     | Personnage(s)                                  |
| ---------------------------------------------- | ---------------------------------------------- | ---------------------------------------------- | ---------------------------------------------- |
| 1st                                            | Samuel Buzby                                   | Dabuz                                          | Rosalina                                       |
| 2nd                                            | James Makekau-Tyson                            | CLG\|VoiD                                      | Sheik, Mewtwo, Fox                             |
| 3rd                                            | Yuta Uejima                                    | DNG\|Nietono                                   | Diddy Kong                                     |
| 4th                                            | Jason Zimmerman                                | FOX.MVG\|Mew2King                              | Cloud                                          |
| 5th                                            | Tyler Martins                                  | Marss                                          | Zero Suit Samus                                |
| 5th                                            | Kelsy Medeiros                                 | Circa.HoH\|SuperGirlKels                       | Sonic                                          |
| 7th                                            | Gavin Dempsey                                  | DMG\|Tweek                                     | Cloud                                          |
| 7th                                            | James Wade                                     | DMG\|James                                     | Cloud, Diddy Kong, Luigi                       |

| Super Smash Bros. Melee (159 participants) | Super Smash Bros. Melee (159 participants) | Super Smash Bros. Melee (159 participants) | Super Smash Bros. Melee (159 participants) |
| Classement                                 | Joueur                                     | Pseudonyme                                 | Personnage(s)                              |
| ------------------------------------------ | ------------------------------------------ | ------------------------------------------ | ------------------------------------------ |
| 1st                                        | Jason Zimmerman                            | FOX.MVG\|Mew2King                          | Sheik, Marth                               |
| 2nd                                        | James Lauerman                             | Mafia                                      | Peach                                      |
| 3rd                                        | Ryan Coker-Welch                           | CT\|The Moon                               | Marth                                      |
| 4th                                        | Hendrick Pilar                             | DJ Nintendo                                | Fox                                        |
| 5th                                        | John Daily                                 | GG\|Minty                                  | Samus                                      |
| 5th                                        | Nick Stango                                | Stango                                     | Marth                                      |
| 7th                                        | Michael Serpico                            | PudgyPanda                                 | Ice Climbers                               |
| 7th                                        | Bryan Somaiah                              | Kaeon                                      | Fox                                        |

| Super Smash Bros. (55 participants) | Super Smash Bros. (55 participants) | Super Smash Bros. (55 participants) | Super Smash Bros. (55 participants)   |
| Classement                          | Joueur                              | Pseudonyme                          | Personnage(s)                         |
| ----------------------------------- | ----------------------------------- | ----------------------------------- | ------------------------------------- |
| 1st                                 | Tommy Speziale                      | Koroshiyo\|Stranded                 | Pikachu, Captain Falcon, Kirby        |
| 2nd                                 | Maxim Korobskiy                     | Sedda\|Star King                    | Kirby                                 |
| 3rd                                 | Javier Romero                       | Fireblaster                         | Yoshi, Mario                          |
| 4th                                 | Rob Stone                           | cobr                                | Kirby, Captain Falcon, Samus, Pikachu |
| 5th                                 | Steve Pisano                        | DFX                                 | Fox, Pikachu                          |
| 5th                                 | Gerald Thomas                       | GIMP\|NTA                           | Captain Falcon, Mario, Samus          |
| 7th                                 | Keefe Mitman                        | Nebs\|Zeppelin                      | Captain Falcon                        |
| 7th                                 | Hernan Sedda                        | Sedda                               | Fox                                   |